# Gaspard Baumgarten
Gaspard Baumgarten né le 3 août 1992, est un joueur de hockey sur gazon français. Il évolue au poste d'attaquant au Léopold, en Belgique et avec l'équipe nationale française.

## Carrière
- Débuts en U21 en 2012
- Débuts en équipe nationale en 2012.

## Palmarès
- : Coupe du monde U21 2013[4],[5]